# Hari Gurung
Hari Gurung, né le 18 février 1992, est un footballeur international bhoutanais, qui évolue au poste de gardien de but.

## Biographie
Hari Gurung participe avec l'équipe du Bhoutan, au championnat d'Asie du Sud en 2015, et aux éliminatoires du mondial 2018.
Il joue également les éliminatoires de la Coupe d'Asie 2011, les éliminatoires de la Coupe d'Asie 2015, et les éliminatoires de la Coupe d'Asie 2019.